# Subdivisões dos Estados Unidos

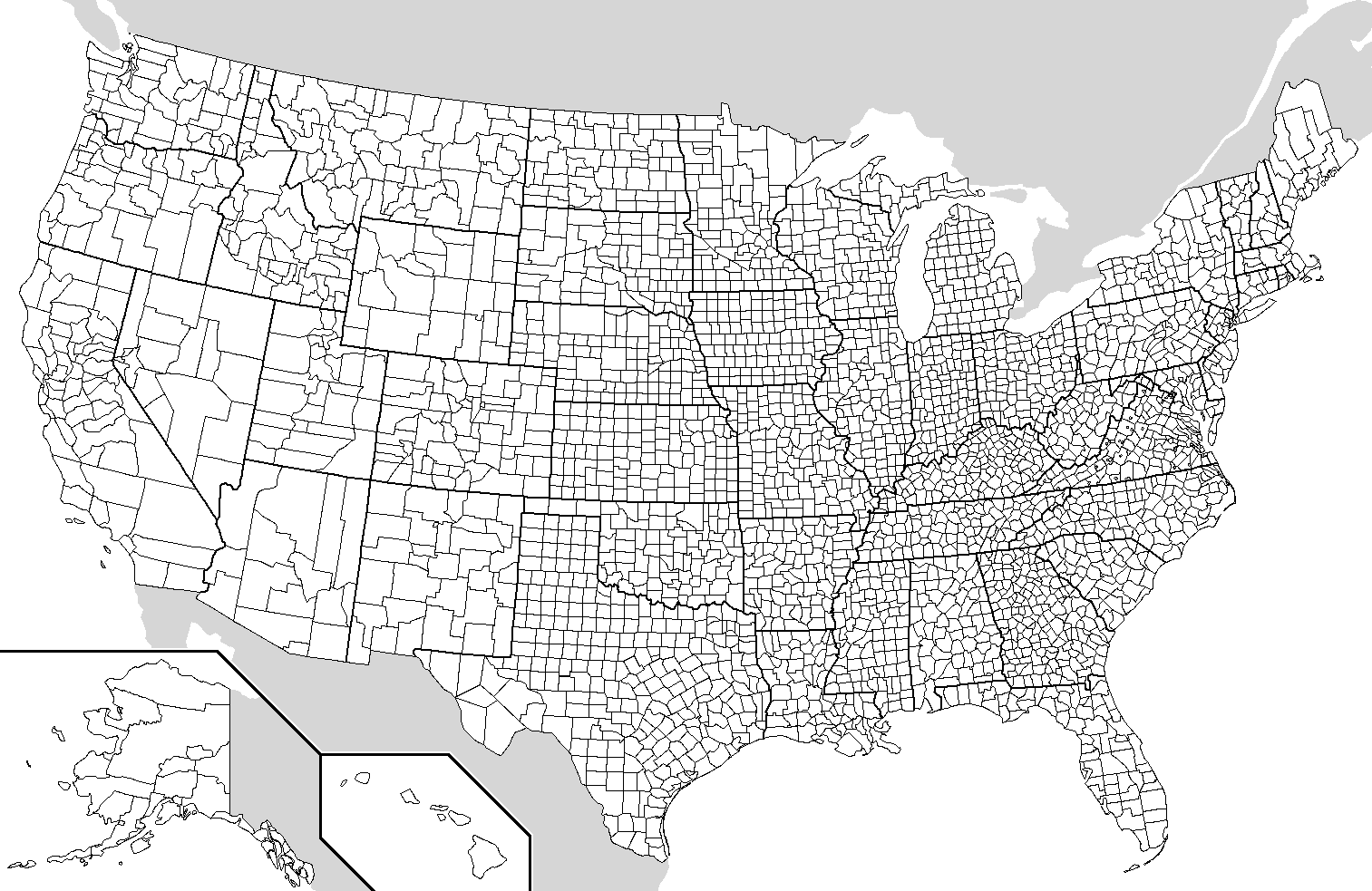
Subdivisões dos EUA: estados e condados

Os Estados Unidos estão subdivididos em 50 estados, território é dita como um distrito federal, bem como diversos outras divisões administrativas, a nível estadual, como condados e cidades..

## Estados
À época de sua independência, em 1776, os Estados Unidos eram compostos por Treze Colônias. Atualmente, o país possui 50 Estados diferentes. Os Estados dos Estados Unidos possuem diversos poderes e relativa autonomia em relação ao governo federal. Os Estados estadunidenses – e não o governo federal – são os principais responsáveis por fornecer e administrar serviços essenciais, tais como educação, saúde pública e o sistema de transportes do Estado (principalmente rodovias). Embora relativamente independentes em relação ao governo federal, os Estados estadunidenses são obrigados, sob a Constituição, a cederem parte dos seus poderes de soberania ao governo federal, e não possuem o direito de separarem-se da União, ou seja, dos Estados Unidos. Os Estados dos Estados Unidos possuem poder de representação e voto no Congresso dos Estados Unidos e no Colégio Eleitoral (dois senadores, e um número de representantes e votos que depende da população dos Estados em questão).

### Condados
Os Estados dos Estados Unidos estão subdivididos em subdivisões administrativas, chamadas de condados (counties), com exceção do Alasca, onde tais divisões são chamadas de distritos (boroughs), e da Louisiana, onde são chamadas de paróquias (parishes). As responsabilidades e os poderes dos condados variam de Estado para Estado, mas eles são sempre divisões administrativas do Estado em questão. No Alasca, por exemplo, existem distritos organizados e não-organizados. Os distritos não-organizados não possuem nenhum poder, e não passam meramente de divisões de cunho estatístico. A grande parte dos condados possui uma sede (capital).

### Subdivisões dos condados
Cada estado possui o poder de organizar sua estrutura de subdivisões, bem como os poderes e as responsabilidades destas subdivisões estaduais.
Os condados de certos estados podem ser divididos em subdivisões menores, chamadas de municipalidades (municipalities, townships ou towns, dependendo do estado), hamlets e/ou boroughs. Enquanto que towns na maioria dos estados estadunidenses significam "cidade de importância secundária", nos estados da Nova Inglaterra elas, apesar de serem subdivisões de condados, possuem mais responsabilidades e poderes do que os condados, estes não passando de divisões a cunho estatístico. A Califórnia, por sua vez, não possui town, esta não passando de uma outra palavra para definir uma cidade qualquer. Os Estados Unidos possuem atualmente cerca de 30 mil cidades (cities). 
Certas comunidades urbanas são incorporadas, sendo cidades (cities ou towns, com os primeiros sendo geralmente mais populosos ou administrativamente mais importantes do que os segundos) ou vilas. Todos os estados dos Estados Unidos possuem cities, embora alguns não possuam vilas, e outros não possuam towns (lembrando que town também pode significar municipalidade). Áreas não incorporadas fazem parte de regiões censo-designadas (census-designed places), subdivisões administrativas estaduais que possuem objetivo meramente estatístico. Geralmente, cidades, vilas e regiões censo-designadas são subdivisões de condados, embora em certos estados, cidades e vilas sejam subdivisões de municipalidades. Certas cidades dos Estados Unidos, por sua vez, são cidades independentes, que não fazem parte de nenhum condado.

### Governo dos condados
Na maioria dos condados designa-se uma cidade ou vila como sede, onde ficam os funcionários do governo e onde se reúnem os comissários e supervisores. Nos pequenos condados, os administradores representam a todos; nos maiores, os supervisores representam distritos separados. O conselho arrecada impostos; empresta e apropria recursos; fixa o salário dos funcionários; supervisiona eleições; constrói e mantém estradas e pontes; e administra os programas de previdência social nacional, estadual e municipal.

## Governos municipais
A princípio predominantemente rural, os Estados Unidos de hoje é um país altamente urbanizado onde cerca de 80 por cento dos cidadãos vivem em cidades, grandes metrópoles, ou subúrbios. A estatística torna os governos municipais vitalmente importantes no cenário geral da administração americana. Em medida bem maior do que o nível federal ou estadual, a cidade atende diretamente às necessidades do povo, fornecendo tudo, desde policiamento e serviço contra incêndios, até saúde pública, regulamentações de saúde, educação, transporte e habitação.
Cada Estado emite as atas constitutivas dos governos municipais, as quais detalham os objetivos e poderes de tais governos. Porém, em muitos aspectos, as cidades funcionam independentemente dos Estados. Para a maioria das grandes metrópoles, entretanto, a cooperação com organizações estaduais e federais é essencial para atender às necessidades de seus habitantes. Os tipos de governo municipal variam enormemente como as que existem pelo mundo. Mas quase todos têm algum tipo de conselho central, eleito por voto, e um executivo, auxiliado por vários chefes departamentais, que administra os assuntos da cidade. Há três tipos gerais de governo municipal: a combinação prefeito-conselho, a comissão e o administrador da cidade. Essas são as formas puras de governo; muitas cidades desenvolveram uma combinação de duas ou três delas.
Prefeito-Conselho: Esta é a forma mais antiga de governo nos Estados Unidos e, até o começo do século 20, funcionava em quase todas as cidades americanas. Sua estrutura é similar ao governo nacional e estadual, com um prefeito eleito chefe do Executivo e um conselho eleito representando os vários bairros, compondo o Legislativo. O prefeito nomeia os os chefes de Departamentos e outros funcionários, às vezes com a aprovação do conselho. Ele, ou ela, tem poder de veto sobre decretos municipais — as leis municipais — e costuma ser o responsável pelo orçamento da cidade. O conselho aprova os decretos municipais, determina os índices de imposto sobre propriedade e distribui o dinheiro entre os vários departamentos municipais.
A Comissão: Este órgão, formado por um único conjunto de dois ou três funcionários eleitos na cidade, combina funções legislativas e executivas. Cada comissário supervisiona o trabalho de um ou mais departamentos da cidade. Um deles tem o título de presidente e geralmente é chamado de prefeito, embora seu poder seja equivalente ao dos outros comissários.
Administrador da Cidade: O administrador da cidade surgiu em resposta à crescente complexidade dos problemas urbanos que requerem capacidade administrativa, nem sempre presente nos funcionários eleitos pelo público. A solução foi confiar a maioria dos poderes executivos, incluindo a aplicação da lei e a prestação de serviços, a um administrador profissional, experiente e muito bem treinado.
O esquema do administrador de cidades está sendo cada vez mais adotado. Segundo esse plano, um conselho pequeno e eleito faz os decretos municipais e estabelece as políticas, mas contrata um administrador pago, também chamado de administrador de cidade, para executar essas decisões. O administrador redige o orçamento municipal e supervisiona os departamentos. Raramente há um mandato; o administrador trabalha enquanto o conselho estiver satisfeito com seu desempenho.

## Governo das vilas e vilarejos
Centenas de jurisdições municipais são pequenas demais para se qualificarem como governo de cidades. Elas são reconhecidas como vilas ou vilarejos e cuidam das necessidades locais como pavimentação, iluminação de ruas; fornecimento de água; policiamento e proteção contra incêndio; estabelecem as regras de atendimento de saúde; cuidam do lixo, dos esgotos e demais detritos; coletam impostos locais que sustentam as atividades do governo e, em cooperação com o Estado e o condado, administram o sistema de educação.
O governo geralmente é confiado a uma junta ou conselho eleito, conhecido por vários nomes: conselho da vila ou vilarejo, junta de notáveis, junta de supervisores, junta de comissários. A junta pode ter um presidente que sirva como o executivo principal, ou pode haver um prefeito eleito. Os funcionários do governo podem incluir: escrivão, tesoureiro, policial e bombeiros, sanitaristas e assistentes sociais.
Um aspecto único, encontrado tipicamente na região da Nova Inglaterra nos EUA, é a “audiência pública” (town meeting). Uma vez por ano — mais, se necessário — os eleitores da cidade se reúnem em sessões abertas para eleger os funcionários, debater assuntos locais e aprovar leis que fazem o governo funcionar. Como órgão colegiado, decide sobre a construção e reparo de estradas, construção de edifícios e instalações públicas, níveis de impostos e o orçamento municipal. A audiência pública, que existe há mais de dois séculos, é tida como a forma mais pura da democracia, na qual o poder do governo não é delegado mas exercido direta e regularmente pelo povo.

## Outras subdivisões dos Estados Unidos
A seguir, segue-se a lista de outras subdivisões dos Estados Unidos. Apesar de possuir direito de ter um representante no Congresso dos Estados Unidos, tais representantes não possuem poder de voto.

### Distrito federal
Um distrito federal separado, o Distrito de Colúmbia (D.C.), que está sob a autoridade direta do Congresso, foi formado pelo Ato Orgânico do Distrito de Colúmbia de 1801, de terras cedidas ao Governo Federal pelos estados de Marilândia e Virgínia; no entanto, o território cedido pela Virgínia foi devolvido a esse estado em 1846. O Distrito não faz parte de nenhum estado e o Congresso dos Estados Unidos exerce "jurisdição exclusiva em todos os casos" sobre o distrito; no entanto, o Ato de Regra Domiciliar do Distrito de Colúmbia prevê uma regra doméstica limitada, incluindo um prefeito eleito e um conselho. Moradores do Distrito podem votar nas eleições presidenciais, como a vigésima terceira emenda à Constituição dos Estados Unidos concede ao Distrito três votos no Colégio Eleitoral dos Estados Unidos.

### Territórios
Os territórios dos Estados Unidos podem ser divididos em dois: em incorporados (parte integral do país) e não-incorporados, (possessões dos Estados Unidos). Com exceção do Atol Palmyra, todos os territórios estadunidenses atuais são não-incorporados. Todos os territórios – inclusive os não-incorporados – em tese, possuem pouca autonomia em relação ao governo central, e são diretamente governadas pelo governo estadunidense, embora acordos realizados entre tais territórios (todos não-incorporados) e o governo estadunidense deram maior autonomia a estes territórios.
Os habitantes de tais territórios, embora possuam cidadania americana, não possuem o direito de votar nas eleições presidenciais americanas. Os habitantes da maioria dos territórios não-incorporados podem votar em um referendo pela separação do país e tornarem-se independentes. Os habitantes de Porto Rico, por sua vez, também podem votar em um referendo a favor em tornar-se um Estado.